# The European Physical Journal D
The European Physical Journal D: Atomic, Molecular, Optical and Plasma Physics (anciennement Zeitschrift für Physik B: Atoms, Molecules and Clusters) est une revue scientifique mensuelle à comité de lecture qui publie des articles de recherches originales dans les domaines de la physique atomique et des plasmas. Faisant partie de la série European Physical Journal il est conjointement édité par EDP Sciences, Società italiana di fisica (it) et Springer-Verlag.
D'après le Journal Citation Reports, le facteur d'impact de ce journal était de 1,393 en 2017.

## Contenus
Les domaines couverts sont :
- Physique atomique
- Physique moléculaire
- Collisions
- Clusters et nanostructures
- Physique des plasmas
- Lasers et gaz quantiques
- Dynamique non-linéaire
- Optique physique
- Théorie de l'information quantique
- Champs créés par lasers ultra-intenses et ultra-brefs